# ГЕС Baluchaung II
ГЕС Baluchaung II — гідроелектростанція на сході М'янми. Знаходячись між ГЕС Baluchaung I (вище по течії, 28 МВт) та ГЕС Baluchaung III, входить до складу каскаду на річці Baluchaung, правій притоці Нам-Паун, яка в свою чергу є правою притокою однієї з найбільших річок Південно-Східної Азії Салуїну (басейн Андаманського моря).
Відпрацьована на станції верхнього рівня вода потрапляє у прокладені по правобережжю два паралельні дериваційні канали довжиною по 3 км. Сюди ж надходить додатковий ресурс із облаштованого на Baluchaung невисокого водозабору. Канали завершуються у спільному відкритому балансувальному басейні, з якого починаються два низьконапірні водоводи довжиною по 1,1 км з діаметром 2,7 метра, котрі переходять у виконапірні водоводи довжиною 1,1 км з діаметром від 3 до 2,7 метра. В системі також працюють два вирівнювальні резервуари надземного типу, розміщені на ферменних конструкціях.
Основне обладнання станції складається з шести турбін типу Френсіс потужністю по 28 МВт. Вони використовують напір у 423 метра та забезпечують виробництво 1190 млн кВт-год електроенергії на рік.
Видача продукції відбувається по ЛЕП, розрахованій на роботу під напругою 230 кВ.